# Мансур аль-Халладж
Абу́ Абдулла́х аль-Хусе́йн ибн Мансу́р аль-Халла́дж, известный как Мансу́р аль-Халла́дж (араб. منصور الحلاج‎; 858 — 26 марта 922) — исламский богослов и мистик  родился в Кут (южный Ирак), представитель суфизма.

## Биография
Детство и юность он провёл в Васите и Тустаре, где его отец, по всей видимости, был чесальщиком хлопка (прозвище Халладж означает «чесальщик хлопка»). Халладж стал учеником известного суфия Сахла ат-Тустари и переехал вместе с ним в Басру. Позже, уже в Багдаде, его учителями были также выдающиеся мистики Амр ал-Макки и Джунайд. Вскоре Халладж женится, и у него рождается сын, которому, в основном, мы и обязаны сведениями об отце. Борясь против элитарности суфизма, он носил не суфийскую власяницу, а простой халат воина.
Халладж подвергался преследованиям не только со стороны правоверных богословов, обвинявших его в несоблюдении обрядов, отрицании ритуала, претензиях на самообожествление, публичном чудотворстве, но и со стороны многих суфиев, ставивших в вину проповеднику разглашение божественных тайн и даже называвших Халладжа шарлатаном. Халладж публично провозгласил путь экстатического единения с Богом единственно истинным и не нуждающимся в дополнении к нему внешнего обрядового благочестия. За ересь заключён в багдадскую тюрьму, где провёл 11 лет, и казнён.
- Казнь Мансура Халладжа изображённая на могольской миниатюре

## Учение
- В ходе одной из медитаций воскликнул: «Ана-л-Хакк» (Я есть Истина), за что был обвинён в богохульстве, брошен в тюрьму (913), где и написал свой единственный трактат «Китаб ат-тавасин». Затем был казнён. Руми расшифровывал, сказанное Халладжем «Я есть Бог» как великое смирение, а вовсе не высокомерие. Человек утверждающий: «Я есть Бог», подразумевает, что его нет, а есть только Бог. От любви к Богу человек ощущает полное слияние с ним[4].
- Вслед за Джунайдом придерживался доктрины фана — растворения мистика в Боге.
- Халладж также ссылается на Иблиса, изгнанного из рая за свою любовь к Богу: он отказался поклониться венцу творения, человеку, ибо считал достойным поклонения только Бога.

## Сочинения
- Китаб ат-Тавасин. Сад Знания / ал-Хусайн ибн Мансур ал-Халладж; Пер. с араб. Виктора Нечипуренко, Ирины Полонской; предисл. В. Нечипуренко. — Ростов н/Д: Ростовское бюро пропаганды художественной литературы Союза писателей РФ, 2007. — 180 с.
- ал-Халладж ал-Хусайн ибн Мансур Китаб ат-Тавасин. Сад Знания / Пер. с араб. Виктора Нечипуренко, Ирины Полонской / Предисл. В. Нечипуренко, И. Полонской. Москва: Номос, 2010. — 96 с. ISBN 978-5-9900868-6-9.
- ал-Халладж ал-Хусайн ибн Мансур Китаб ат-Тавасин. Сад Знания / Пер. с араб. Виктора Нечипуренко, Ирины Полонской / Предисл. В. Нечипуренко, И. Полонской. Издание 3-е, исправл. 2013. — 82 с.